# Wilhelm Forsling
Erik Wilhelm Forsling, född 30 december 1920 i Stockholm, död där 2 september 2002, var en svensk kärnkemist.
Forsling, som var son till lokmästare Joel Forsling och Ada Hedin, avlade studentexamen 1940, reservofficersexamen 1942, blev filosofie magister 1948, filosofie licentiat 1955, filosofie doktor vid Stockholms universitet 1961 och docent i kärnkemi där samma år. Han var forskningsassistent vid Nobelinstitutet för fysik 1948–1957, föreståndare för kärnkemiska avdelningen där 1957–1964, blev laborator vid Forskningsinstitutet för atomfysik 1964, föreståndare för kärnkemiska avdelningen där 1966, biträdande professor 1969 och var professor 1979–1987. Han var ledamot av kemidelegationen vid Statens råd för atomforskning från 1963 och av Stockholms stads industriverkstyrelse. Han författade skrifter i kärnkemi, fysikalisk kemi och vetenskapshistoria.